# Gian Giorgio Trissino

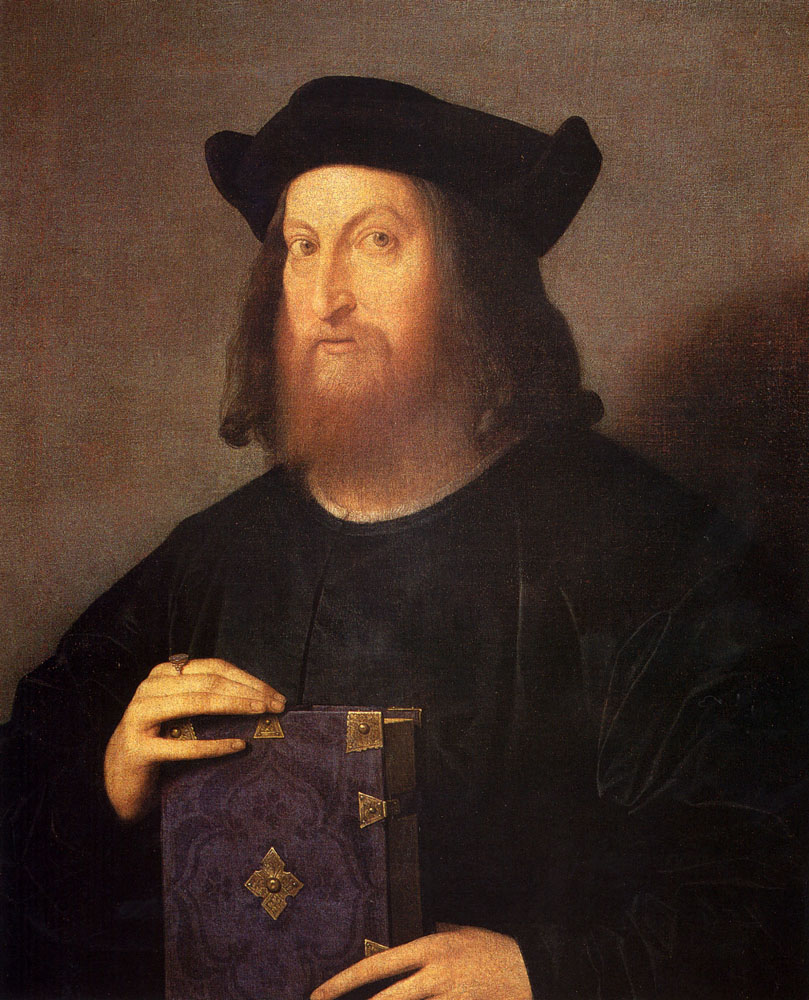
Gian Giorgio Trissino, Gemälde von Vincenzo Catena (1510)

Gian Giorgio Trissino ['tri:s:ino] (* 8. Juli 1478 in Vicenza; † 1550 in Rom) war ein italienischer Dichter und Sprachforscher.

## Leben
Gian Giorgio Trissino wurde in Vicenza als Sohn einer Patrizierfamilie geboren, jedoch schon bald aus seiner Heimatstadt vertrieben und enteignet, weil er die Kandidatur des römisch-deutschen Kaisers Karl V. in Vicenza unterstützt hatte. Er studierte Griechisch bei Demetrios Chalkokondyles in Mailand und Philosophie bei Niccolò Leoniceno in Ferrara und reiste danach durch ganz Italien. Trissino wurde vor allem vom Papst Leo X. unterstützt, der ihn als Botschafter nach Deutschland schickte und seine Verurteilung aufheben ließ, sowie von seinem Nachfolger Clemens VII., den er zum Kirchenkongress nach Bologna begleitete. 1536 lernte er den Architekten Palladio kennen, dem er 1541 eine Reise nach Rom finanzierte, um die römische Baukunst zu studieren. Den Rest seines Lebens verbrachte Trissino in Padua, Mailand und Rom.

## Werke
Das wohl bekannteste Werk Trissinos ist die Tragödie Sofonisba (Rom 1524, deutsch 1888), die er in Rom zwischen 1514 und 1515 verfasste. Sie wurde 1524 gedruckt und 1562 von Andrea Palladio im Teatro Olimpico aufgeführt. Sofonisba ist die erste italienische Renaissance-Tragödie. Trissino folgt den Techniken des antiken, griechischen Theaters, indem er einen Chor einführt, der die Handlung kommentiert und sich immer auf der Bühne aufhält, nie mehr als drei Schauspieler gleichzeitig auf die Bühne lässt und die Einheit von Ort, Handlung und Zeit beachtet. Trissino verfasste das Werk in reimlosen fünffüßigen Jamben (versi sciolti), die er als Erster in die italienische Literatur eingeführt haben soll, in einzelnen Episoden fällt er aber auch zurück in gereimte Strophe.
In der Komödie I Simillimi (1548) versucht Trissino Typen der lateinischen Komödie nach Plautus in die italienische Literatur einzuführen, verbunden wiederum mit Techniken des griechischen Theaters.
Mit Italia liberata dai Goti (Italien von den Goten befreit), an dem er über zwanzig Jahre arbeitete, versuchte Trissino ein nationales heroisches Epos auf der Grundlage historischer Ereignisse zu schaffen. Hintergrund der Handlung ist der Krieg zwischen Goten und Byzantinern um die Eroberung Italiens im 6. Jahrhundert; der Held ist Belisar, der byzantinische Heerführer. Als Quelle diente Trissino Prokop, die dichterische Grundlage entnahm er der Ars poetica von Aristoteles, das Modell ist Homer. Jedoch misslingt der Versuch, Mythologie und christliche Religion zu verbinden, ebenso wirkt der von Trissino nach antikem Muster verwendete italienische Elfsilber schwerfällig. Das Epos umfasst insgesamt 27 Bücher und wurde 1547 beendet.

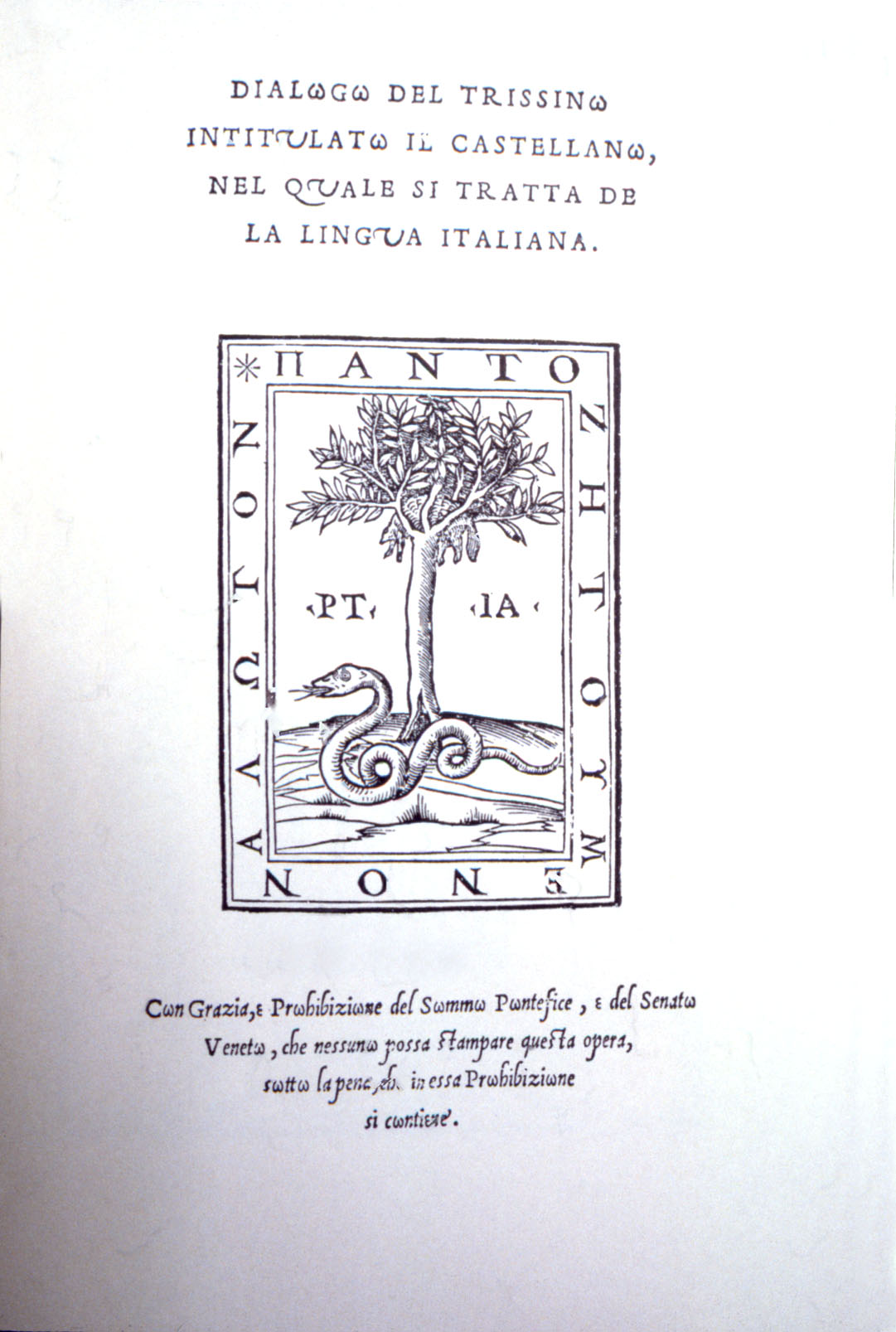
Gian Giorgio Trissino: Il castellano. Tolomeo Gianicolo, Vicenza 1529, Titelblatt

Nach dem Vorbild der griechischen Sprache als attische Koine entwickelte Trissino seine Konzeption des Italienischen im Castellano, in dem sein Alter Ego Giovanni Rucellai seine Theorien zur Sprachplanung entwickelt. Auf der Grundlage verschiedener Dialekte, durch Auslassung der jeweiligen Sonderformen, soll eine Gemeinsprache entstehen, die von allen gesprochen wird und daher die italienische Sprache genannt werden kann. In seiner italienischen Übersetzung des von Dante Alighieri in Latein geschriebenen Sprachtraktats De vulgari eloquentia (Über die Volkssprache) (1529) setzte Trissino seine Ideen in die Praxis um, auch in der Verwendung einer strikt phonetischen Orthographie, für die er aus dem Griechischen entlehnte Schriftzeichen verwendete, z. B. zur Unterscheidung des offenen und geschlossenen /e/ und /o/ sowie des stimmhaften und stimmlosen /s/. Diese neue Orthographie verwendete Trissino zuerst in der Sofonisba und erläuterte die Prinzipien in einem Brief an Clemens VII. Da er daraufhin scharf von Claudio Tolomei, Lodovico Martelli und Agnolo Firenzuola kritisiert wurde, verteidigte er seine Konzeption im folgenden Jahr in den Dubbi grammaticali.
Trissinos Sprachmodell des Italienischen orientiert sich am Gebrauch insbesondere in aristokratischen und gebildeten Kreisen und steht in der Questione della lingua (Sprachenfrage) des 16. Jahrhunderts gegen die Konzeptionen von Pietro Bembo, Baldassare Castiglione und Niccolò Machiavelli.
Weiterhin verfasste Trissino eine Poetik (Le sei divisioni delle poetica, 1529), in der er sich mit Problemen der Dichtkunst befasste, unter anderem vertrat er die Auffassung, dass in der Kunst die Technik wichtiger ist als Inspiration und Gefühl. Insgesamt nimmt diese Dichtungstheorie die Konzeption der Gegenreformation voraus. Des Weiteren schrieb Trissino die Epistola della vita che dee tenere una donna vedova (Schreiben über das Leben, das eine verwitwete Frau zu führen hat) und die Ritratti, Gedichte, die Isabella d’Este gewidmet sind.

## Werkausgaben
- Tutte le opere di Gian Giorgio Trissino non più raccoltate, Verona 1729 (2 voll.).